# 気象津波
気象津波（きしょうつなみ、英語: meteo-tsunami）は、副振動の一種で、プラウドマン共鳴と呼ばれる気圧変動を主な外力として発生する海洋長波。なお、古くは高潮を「気象津波」といったが別の現象である。

## 概説
副振動を発生させる主な外力には、プラウドマン共鳴（気圧）、共鳴（固有周期）、反復共鳴（波浪・気圧等）などがあるが、気象津波はこのうちプラウドマン共鳴（気圧）を主な外力とするものをいう。気圧擾乱の移動と励起された海洋長波の位相速度が一致したり（共鳴）、気圧変化が急激なほど増幅は大きくなる。
晴天の海に突如として波高の大きい波が発生する現象は世界的に確認されている。
西日本で発生する「あびき」は、東シナ海を移動する気象擾乱が微小振幅海洋長波を生成し、プラウドマン共鳴で増幅される典型的な気象津波とされている。また、地中海沿岸で発生するrissaga（スペイン）、marubbio（イタリア）、milghuba（マルタ）」などの現象も気象津波の一種である。
気象庁では通常九州地区の現象などに「あびき」を用いるが、オランダ気象局は北海の現象を（一過性）高潮と呼ぶなど呼称は定まっていない。

## 事例
- 1979年 - 長崎湾で発生（高さ約5m、3人が死亡）[3]
- 2021年 - 台風16号の北上で東京湾で発生[4]
- 2022年 - 2022年のフンガ・トンガ噴火[4]